# Midtown Comics
Midtown Comics — самый большой магазин комиксов в Соединённых Штатах. Свой самый первый магазин компания открыла в районе Таймс-сквер в 1997 году. Второй магазин был открыт на Лексингтон-авеню в 2004 году, он известен как Grand Central store из-за его близости к Grand Central Terminal. Downtown store города был открыт на Фултон-стрит в ноябре 2010 года.
Магазин известен даже за пределами индустрии комиксов своим дружелюбным и энергичным персоналом и является самым популярным магазином комиксов в Соединенных Штатах. В 2012 году был признан The Village Voice как Лучший магазин комиксов в Нью-Йорке. 13 июля 2012 года на канале National Geographic состоялась премьера Comic Store Heroes телевизионной программы от Midtown Comics.

## Внешние ссылки
1. Официальный сайт
2. Комиксы Midtown Comics в twitter